# Siergiej Worotnikow
Siergiej Iłłarionowicz Worotnikow (ros. Сергей Илларионович Воротников, ur. 25 października 1929 we wsi Staroje Chrenowoje w rejonie panińskim w Obwodzie Centralno-Czarnoziemskim (obecnie w obwodzie woroneskim), zm. 8 października 2017) – radziecki brygadzista kopalniany i działacz partyjny, Bohater Pracy Socjalistycznej (1966).

## Życiorys
W latach 1945–1953 pracował w fabryce i w kołchozie, służył w armii, 1953–1957 był górnikiem ścianowym w kopalni nr 26 w Perewalśk. Ukończył Kommunarski Instytut Górniczo-Metalurgiczny, w latach 1957–1972 pełnił funkcję brygadzisty brygady kompleksowej kopalni nr 1 im. S. Kosiora trustu „Kommunarskugol”, 1972–1985 był zastępcą dyrektora i dyrektorem ds. kadr i bytu Zjednoczenia „Woroszyłowgradugol”, a od 1985 szefem kombinatu „Socugol” przedsiębiorstwa państwowego „Ługańskugol”. Od 8 kwietnia 1966 do 30 marca 1971 zastępca członka KC KPZR (członek KPZR od 1962). Deputowany do Rady Najwyższej Ukraińskiej SRR 6 i 7 kadencji, w latach 1967–1971 członek jej Prezydium. Zamieszkały w Ługańsku.

## Odznaczenia
- Medal Sierp i Młot Bohatera Pracy Socjalistycznej (14 lutego 1966)
- Order Lenina (14 lutego 1966)
- Order Rewolucji Październikowej (30 marca 1971)
- Order Przyjaźni (22 kwietnia 2010)
- Order „Za zasługi” III klasy
- Medal „Za pracowniczą dzielność” (26 kwietnia 1963)
- Znak "Górnicza Sława"